# Баргишов
Баргишов (нем. Bargischow) — община в Германии, в земле Мекленбург-Передняя Померания.
Входит в состав района Восточная Передняя Померания. Подчиняется управлению Анклам-Ланд.  Население составляет 355 человек (на 31 декабря 2010 года). Занимает площадь 21,70 км².
Коммуна подразделяется на 4 сельских округа.